# 김동군
김동군(한국 한자: 金東君, 1971년 7월 22일 ~ )은 대한민국의 축구 선수이며, 포지션은 미드필더이다.